# Théâtre Lope de Vega
Le théâtre Lope de Vega (Teatro Lope de Vega en espagnol) est une salle de théâtre située dans la ville espagnole de Séville, en Andalousie. Construit à l'occasion de l'Exposition ibéro-américaine de 1929 pour servir d'écrin au casino et au théâtre de la manifestation, il est aujourd'hui exclusivement consacré aux arts du spectacle, et notamment à la représentation d'œuvres du répertoire classique espagnol.

## Histoire
Alors que la ville de Séville s'apprête à accueillir l'Exposition ibéro-américaine, un certain nombre de projets urbanistiques et architecturaux sont mis en chantier. Outre les pavillons destinés à représenter les nations participantes, de vastes places sont planifiés (Plaza de España, Plaza de América), ainsi qu'un hôtel de luxe (l'hôtel Alfonso XIII), prévu pour héberger les plus illustres visiteurs. Il est également prévu pour ces derniers de construire un ensemble abritant un casino et une salle de théâtre.
Le projet est lancé en 1927, et confié à l'architecte valencien Vicente Traver y Tomás. Les artistes Martínez del Cid et Zaragoza sont, quant à eux, chargés de la décoration du bâtiment. Le coût total des travaux, menés à bien en deux ans seulement, s'élève à une coquette somme pour l'époque : 1 200 000 pesetas.
Le théâtre est inauguré le samedi 30 mars 1929, avec la représentation de la pièce de Gregorio Martínez Sierra, El corazón ciego, par la compagnie de Catalina Bárcena. De nombreuses pièces sont par ailleurs données lors de l'exposition, dont El huésped del Sevillano de Jacinto Guerrero, représentation à laquelle assistent les rois d'Espagne, Alphonse XIII et Victoire Eugénie.
Néanmoins, la fin de l'exposition est synonyme de ralentissement de l'activité du théâtre, qui continue à assurer malgré tout sa mission culturelle. Livré à des gestionnaires privés, il se tourne vers le cinéma, qui, avec le football, commence à monopoliser l'attention du public sévillan, lequel se détourne du théâtre. En 1936, l'ensemble connu jusqu'alors comme Casino et Théâtre de l'Exposition, devient le Théâtre municipal Lope de Vega, en hommage au célèbre dramaturge espagnol du Siècle d'or. Hélas, la guerre civile et ses lendemains compromettent le déroulement des activités culturelles. Le théâtre est délaissé au profit des salles privées du centre, tandis que l'espace dévolu au casino est transformé en hôpital. Par ailleurs, les flammes détruisent une partie du toit du théâtre qui souffre également des crues du Guadalquivir.

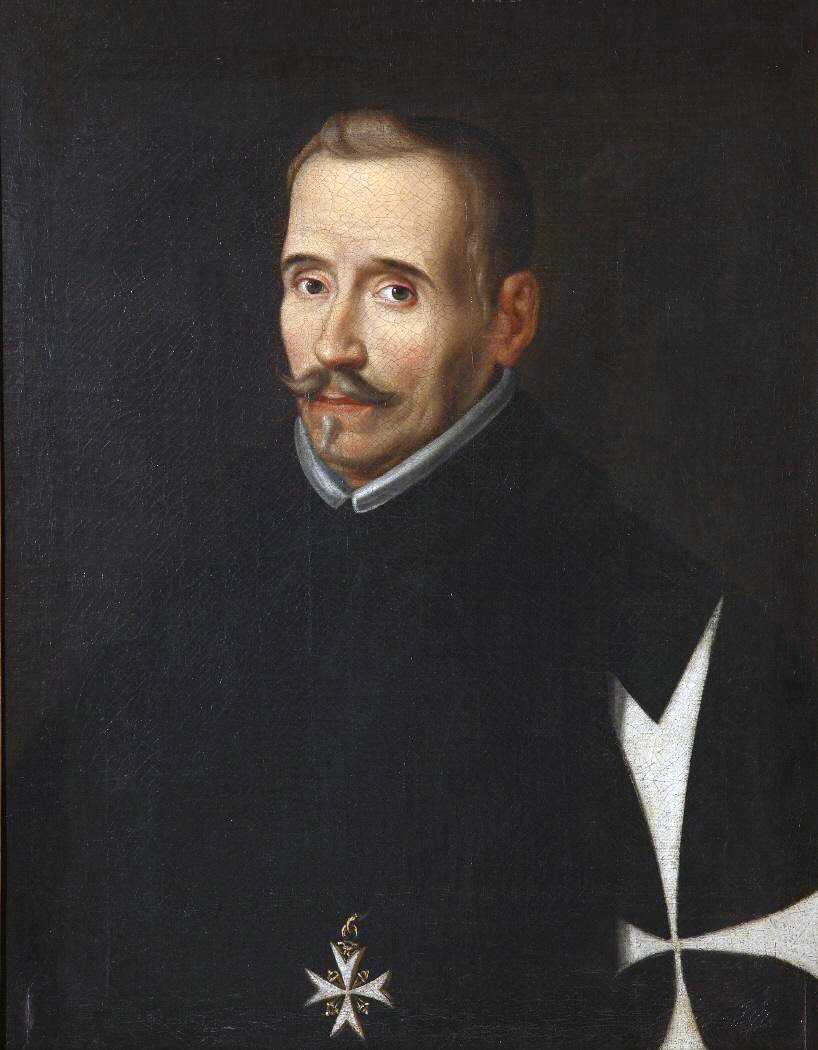
Lope de Vega, qui a donné son nom au théâtre

En 1939, la mairie décide d'organiser une saison d'opéra, en programmant Miserere d'Allegri, tandis qu'ont lieu les premières campagnes de restauration du toit. À partir de 1941, la ville organise une semaine d'opéra entre la Semaine sainte et la Feria de Abril. Le reste du temps, les lieux sont mis à disposition de troupes indépendantes. Ces dernières provoqueront la renaissance du théâtre dans les années 1960, mais la tragique crue du Tagarete, affluent du Guadalquivir endommage encore davantage les lieux.
C'est en 1977, en pleine transition démocratique, que le théâtre est cédé par la ville au ministère de la Culture, qui en fait le Théâtre national de Séville Lope de Vega. Le ministère restitue la salle à la municipalité en 1985. Commence alors une vaste campagne de restauration, sous la direction de Víctor Pérez Escolano. Quoique la capacité d'accueil, de 1 100 spectateurs à l'origine, soit ramenée à 749, le théâtre retrouve ses caractéristiques initiales.
Le théâtre rénové est inauguré le 21 février 1988, avec la représentation d'une symphonie de Haydn par l'Orchestre philharmonique de Londres. Depuis lors, le théâtre Lope de Vega a repris toute sa place dans le concert culturel sévillan.

## Le bâtiment
Le théâtre Lope de Vega, bâtiment construit à l'occasion de l'Exposition ibéro-américaine de 1929, se situe à la pointe sud du quartier de Santa Cruz, le centre historique de Séville. Il est implanté non loin de sites emblématiques comme la Plaza de España, le parc de María Luisa, l'Alcázar ou encore l'ancienne fabrique royale de tabacs, qui abrite aujourd'hui une partie de l'université de Séville.
Redevenu propriété municipale depuis 1985, il est aujourd'hui géré par l'Institut de la culture et des arts de Séville (ICAS), un organisme sous tutelle de la mairie. Le théâtre, qui n'est autre que la plus ancienne scène sévillane encore en fonctionnement, pouvait à l'origine accueillir 1 100 spectateurs. À la suite des campagnes de restauration des années 1980, ce chiffre a été ramené à 749.
D'une surface de 4 600, le théâtre est construit à l'italienne. La salle de spectacle se compose en effet d'une scène séparée du public par un rideau. Les spectateurs se répartissent entre le parterre et les loges. Le style retenu par l'architecture est d'influence baroque. Ainsi, le salon circulaire du casino ainsi que le portique à colonnes s'inspirent de l'art du Bernin .

## Programmation
Depuis sa réouverture à la suite de la restauration, le théâtre met en place de riches et longues saisons, comportant plus de 180 représentations, accueillant plus de 100 000 spectateurs annuels.
La programmation est très hétérogène, et laisse place à des formes d'expression scénique diverses. Néanmoins, le théâtre classique et d'auteur, particulièrement adapté aux lieux, se taille la part du lion dans la programmation. On retrouve ainsi, à titre d'exemple, plusieurs représentations du Burlador de Sevilla, de Tirso de Molina à l'automne 2008. Le théâtre met également en avant des troupes locales, nationales ou internationales, venues présenter des œuvres originales.
La musique est également présente, à travers des concerts de musique classique ou populaire, ou à travers le festival de musique ancienne. Le cinéma constitue lui aussi un des arts ayant les honneurs du théâtre, qui accueille le Festival du cinéma européen, organisé chaque année à Séville. Par ailleurs, la scène accueille des spectacles de danse, avec plusieurs manifestations organisées dans le cadre de la biennale de flamenco de Séville, mais aussi le Mois de la danse. Les festivals animent donc intensément l'institution, qui reçoit d'autre part le festival Palabra y Música de spoken word, ou encore le festival Escena Mobile, axé autour de la rencontre entre compagnies reconnues et artistes atteint de handicaps.
Au-delà des divers spectacles et représentations, le théâtre Lope de Vega collabore étroitement avec le Centre andalou de théâtre, assure certaines avant-premières cinématographiques, organise des rencontres avec des écrivains et acteurs du monde du théâtre, ainsi que des expositions ou ateliers.
Le théâtre est notamment l'une premières scènes a présenter notamment le jeune Yerai Cortés (1995-), personnalité du nouveau flamenco, 